# Rangpur, Bangladesh
Rangpur (bengaleză রংপুর Raṃpur) este unul dintre marile orașe din Bangladesh și divizia Rangpur. Rangpur a fost declarat sediu de district la 16 decembrie 1769 și înființat ca municipalitate în 1869, făcând-o una dintre cele mai vechi municipalități din Bangladesh. Clădirea municipală de birouri a fost ridicată în anul 1892 sub președinția Raja Janaki Ballav, președintele senator al municipalității. În perioada 1890, „Shyama sundari khal” a fost săpată pentru îmbunătățirea orașului.
Municipalitatea este situată în partea de nord-vest a Bangladeshului. O universitate publică recent înființată din Bangladesh, numită „Universitatea Begum Rokeya, Rangpur” este situată în partea de sud a orașului. Anterior, Rangpur era sediul districtului Greater Rangpur. Ulterior, districtul Mare Rangpur a fost defalcat în districtele Rangpur, Kurigram, Nilphamari, Lalmonirhat și Gaibandha. În marea regiune Rangpur, o dezvoltare economică redusă a avut loc până în anii 1990, în special din cauza inundațiilor anuale pe care regiunea se vedea înainte de construirea Barajului Teesta. Cărbunele se găsește în apropierea acestui district. Există un cantonament militar mare în oraș, alături de un parc cu ochi (sub supraveghere militară), pe lângă un Colegiu Carmichael din oraș.

## Legături externe
- Rangpur City Corporation
- Rangpur oriented website
- Abdus Sattar (2012). „Rangpur District”.  În Sirajul Islam; Ahmed A. Jamal. Banglapedia: National Encyclopedia of Bangladesh (ed. Second). Asiatic Society of Bangladesh. Accesat în 13 mai 2016.

1. ↑  Population and Housing Census 2011 - Volume 3: Urban Area Report (PDF), Bangladesh Bureau of Statistics, 2014